# Canthidium granuliferum
Canthidium granuliferum là một loài bọ cánh cứng trong họ Bọ hung (Scarabaeidae).